# Субгармоническая функция
Субгармонические и супергармонические функции представляют собой особые классы функций, содержащие как частные случаи и класс гармонических функций.

## Определение
Непрерывная функция {\displaystyle U(M)}, заданная в точках {\displaystyle M(x_{1},\;\ldots ,\;x_{k})} произвольной {\displaystyle k}-мерной области {\displaystyle G} пространства {\displaystyle E_{k}}, называется субгармонической, если, каким бы ни был шар {\displaystyle Q} с центром в точке {\displaystyle M_{0}}, принадлежащий вместе со своей границей области {\displaystyle G}, справедливо неравенство {\displaystyle U(M_{0})\leqslant {\frac {1}{\sigma (\gamma (Q))}}\int \limits _{\gamma (Q)}U(M)\,d\sigma }, и супергармонической, если {\displaystyle U(M_{0})\geqslant {\frac {1}{\sigma (\gamma (Q))}}\int \limits _{\gamma (Q)}U(M)\,d\sigma }.

## Основные свойства
1. {\displaystyle f} — гармоническая функция, только если она одновременно является суб- и супергармонической.
2. Если {\displaystyle G\subset \mathbb {R} ^{n}} — открытое множество и {\displaystyle f\in {\mathcal {C}}^{2}(G)} ({\displaystyle {\mathcal {C}}^{2}(G)} — класс дважды непрерывно дифференцируемых на {\displaystyle G} функций), то для субгармоничности {\displaystyle f} необходимо и достаточно выполнение на {\displaystyle G} условия {\displaystyle \Delta f\geqslant 0} ({\displaystyle \Delta } — оператор Лапласа).
3. Субгармоническая функция не может достигать своего максимума внутри области своей субгармоничности (сравните с принципом максимума для аналитических функций). Если максимум все же достигается, то функция тождественно равна постоянной.

## Свойства
- Для любой аналитической функции {\displaystyle f(z)}, определённой на открытом множестве комплексной плоскости, функция
{\displaystyle \varphi (z)=\log |f(z)|}

является субгармонической.